# Mount Mayhew
Mount Mayhew ist ein rund 1200 m hoher Berg unweit der Oskar-II.-Küste des Grahamlands auf der Antarktischen Halbinsel. Er ragt in den Aristotle Mountains zwischen dem Pequod- und dem Starbuck-Gletscher auf und ist der höchste Gipfel des Taridin Ridge. Während seine südwestliche Flanke felsig und sehr steil ist, zeigt sich seine Nordostseite verschneit.
Das UK Antarctic Place-Names Committee benannte ihn nach Kapitän Mayew, Schiffsführer der Jeroboam in Herman Melvilles 1851 veröffentlichtem Roman Moby-Dick.